# Carlos Pauner
Carlos Pauner Gotor (Jaca, Huesca, 9 de junio de 1964) es el cuarto alpinista español y el primer aragonés en coronar los catorce ochomiles de la Tierra.
Es licenciado en Ciencias Químicas por la Universidad de Zaragoza, máster en Gestión Medioambiental, piloto comercial y empresario.

## Historial de ascensiones proyecto "Hacia las Cimas del Mundo" #14ochomiles
Su primera expedición, en 1995, le lleva a coronar el monte Kun (7.077 m), en India.
En marzo de 1997 se une a una expedición navarra financiada por Al filo de lo imposible para intentar su primer ochomil, aunque el Kangchenjunga no se dejará vencer esta vez.
Su primer ochomil coronado será el K2 en 2001 y, al año siguiente, el segundo: el Makalu, siendo el primer aragonés que lo sube.
En el año 2002, coincidiendo con el "Año Internacional de las Montañas", el Gobierno de Aragón decide patrocinar el proyecto de Carlos Pauner para ascender a las catorce montañas que superan los ochomil metros de altitud.
Será en 2003 cuando ocurre el accidente en el que se le da por muerto durante tres días, después de hacer cima en el Kangchenjunga y de haber abierto una nueva ruta en la vertiente sur de este gran coloso. El complicado descenso de esta montaña y las secuelas derivadas no le restaron ganas para continuar con el proyecto.
En el año 2004 ascendió dos nuevos ochomiles: el Gasherbrum I y el Cho Oyu, en el año 2005 el Nanga Parbat y en el 2007 el Broad Peak.
En el 2008 ascendió al Dhaulagiri, consiguiendo su octava cima de más de ochomil metros.

### Expedición al Annapurna
En el 2010 conquistó el Annapurna y el Manaslu. En la primera expedición Pauner iba acompañado por Juanito Oiarzabal, Horia Colibasanu y el mallorquín Tolo Calafat, que moriría por agotamiento durante el descenso. Pauner sufrió graves congelaciones y los tres supervivientes tuvieron que ser evacuados al campo base uno a uno en helicóptero desde una altura de 7100 metros en lo en su día fue el rescate a mayor altura realizado jamás por un helicóptero. La escasa visibilidad y el mal tiempo impidieron que el aparato llegase hasta los 7.600 metros en que se encontraba Calafat.
Los tres supervivientes habían decidido no abandonar el campo 4 como el resto de las expediciones y permanecieron a esa altura para colaborar en el rescate de su compañero Tolo. El helicóptero sobrevoló la zona donde se había quedado Tolo Calafat con el alpinista médico Jorge Egocheaga y comprobaron visualmente la ausencia de signos de vida del mallorquín. Perdidas las esperanzas el helicóptero evacuó del campo base a los tres, habida cuenta de la peligrosa situación por un cambio de tiempo inminente y habiendo agotado los supervivientes todas sus provisiones durante el periodo de intento de rescate de su compañero.

### La odisea del Kanchenjunga
El 20 de mayo de 2003 Carlos Pauner alcanza con éxito la cima del Kanchenjunga, abriendo una nueva vía por la cara sur de la montaña. Lo hace en compañía de los montañeros Silvio Mondinelli, Mario Merelli y Kristian Kuntner y en el descenso se extravía al retrasarse y perder el contacto visual con sus compañeros, víctima del esfuerzo extenuante realizado para hollar la cima. 
El Kanchenjunga es la montaña más sagrada por los hinduistas, y Carlos respetó su promesa de no pisar la cima, lugar sagrado para esa comunidad.
En ese momento comienza una odisea que durará más de 48 horas y en la que pasará dos noches solo y al raso a más de 7500 metros de altitud, tratando de encontrar el camino al campo III. Durante ese tiempo Pauner, víctima del frío, la deshidratación y la falta de oxígeno sufre desorientación y alucinaciones: 

“La noche se echaba encima y mientras ellos fueron capaces de llegar al Campo III, yo tuve que parar a intentar reponerme. Me encontraba en una situación de duermevela, sentado sobre una piedra, en una ladera de rocas y hielo. ¿Qué te sostiene en esa situación? Las ganas de vivir, la familia, los amigos, las ilusiones, los sueños. Convivía con alucinaciones reales, creadas por mi mente por la falta de oxígeno, que me pedían que parara, que descansara. Tenía que negociar con ellas para seguir hacia adelante”.

Tras una peligrosa caída y una segunda noche al raso, Carlos Pauner encuentra de nuevo la ruta que le llevaría al campo base. Mientras, sus compañeros de cordada esperan el peor desenlace posible: su fallecimiento. Su descenso milagroso y su estancia de dos noches a la intemperie a más de 7500 metros de altitud es, aún a día de hoy, uno de los hitos del alpinismo moderno, una hazaña al alcance de muy pocos.

“Ya en el Campo I sabía que había cuerdas y no me cabía ninguna duda de que llegaba al Base. Mis compañeros, mis amigos, me vieron entonces, hicieron una hoguera para guiarme y salieron a buscarme, aunque estaban casi en las mismas condiciones que yo. Al sentir su abrazo, al ver que no pueden articular palabra, al sentir cómo les caen las lágrimas, te das cuenta de todo.”

La vivencia de Pauner durante su dramática estancia en la montaña quedó recogida en su libro y documental “Kanchenjunga, historia de un superviviente” -Ganador en el Festival Internacional de Cine de Montaña de Torelló-.

### Lhotse y Gasherbrum II
En el año 2011 ha logrado las cimas del Lhotse y el Gasherbrum II, si bien la primera de ellas se vio ensombrecida por las acusaciones infundadas de uso de dexametasona y oxígeno artificial que Pauner siempre ha rechazado, tal y como queda demostrado por el testimonio de los doctores Piris y Díaz, quienes le atendieron durante el descenso del Lhotse, y quienes certifican que nunca utilizó oxígeno artificial ni durante el ascenso ni durante el descenso al Lhotse

Pauner en C2 con deshidratación, fatiga extrema y algo de edema. Hemos pautado dexametasona y sueros calientes endovenosos.

«Se vuelven tan tercos acerca de la falta de oxígeno, no hay oxígeno», dice Damian Benegas, quien ayudó en el rescate junto con su hermano, Willie, «pero usan dex. Y creo que eso es estúpido.»

Por su parte, el aragonés Carlos Pauner, quien subió sin oxígeno artificial a la cima del Lhotse, se sintió indispuesto en la bajada, constatándose que sufría un edema cerebral. De inmediato se le administró oxígeno artificial y dexametasona, un medicamento que disminuye los efectos de este mal provocado por la altitud extrema.

Tras una parada en el campo 2 donde fue acogido por el equipo de Russell Brice y los hermanos Benegas,  Carlos Pauner prosiguió su descenso hasta el campo base, colaborando en el rescate de un compañero de expedición. Carlos Pauner realizó un intenso esfuerzo en un ascenso y descenso sin uso de oxígeno artificial tal y como aclara Pauner a su llegada al campo base.

### Shisha Pangma y Everest
Tras la conquista de la cima del Everest, el 22 de mayo de 2013, con oxígeno Pauner cerró su reto de conseguir alcanzar las catorce montañas más altas del mundo,

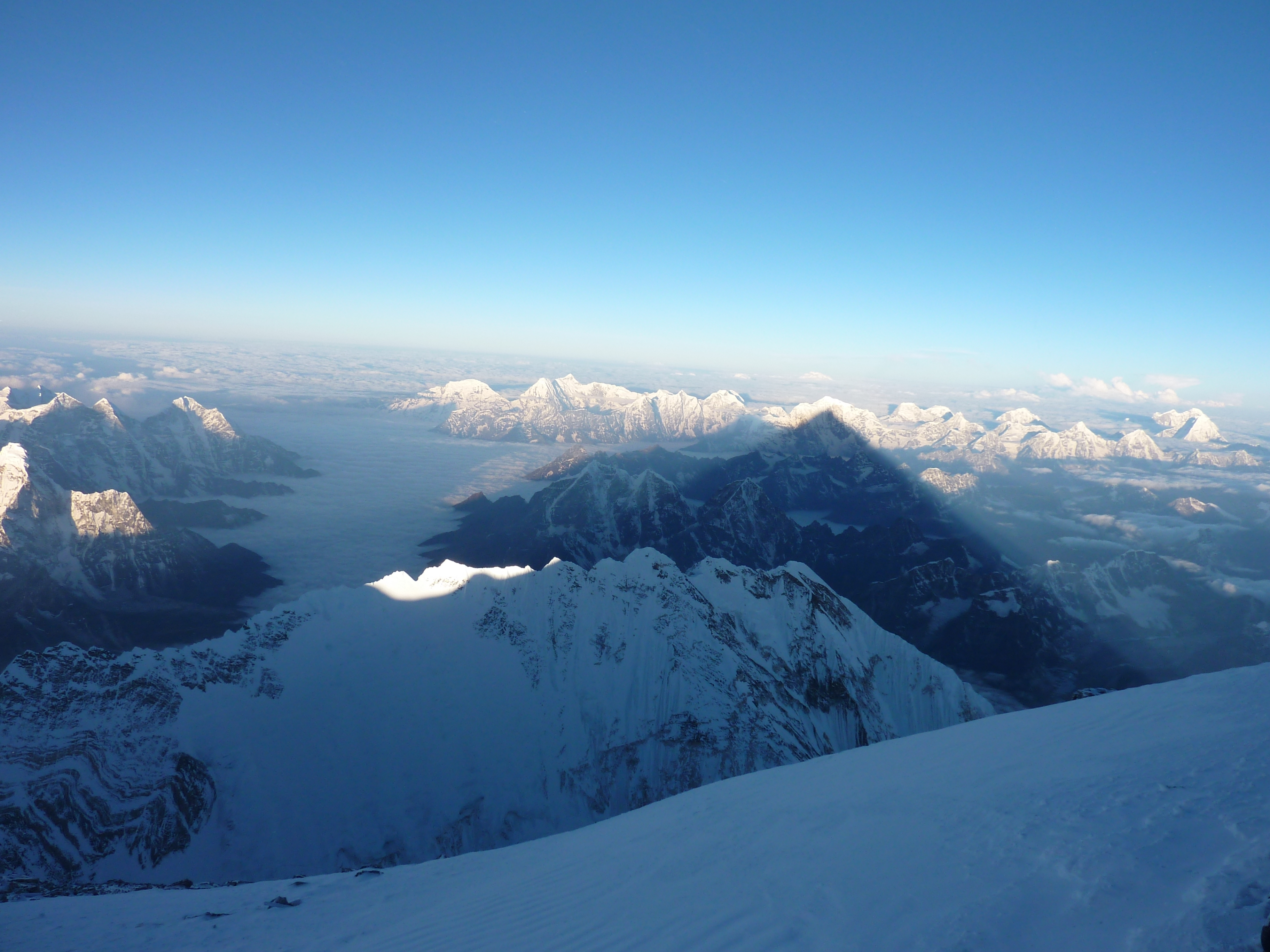
Fotografía tomada desde la cima del Everest el 22 de mayo de 2013

Su penúltima cima, el Shisha Pangma (8.027 m s. n. m.) en la primavera de 2012, no fue reconocida por la prestigiosa web de alpinismo 8000ers.com y en su momento fue cuestionada por compañeros de expedición como Juanito Oiarzabal que junto con Carlos Pauner dijeron haber coronado la cima en medio de la noche. Los alpinistas finlandeses Samuli Mansikka y Tomi Myllys Fin, que iban por delante en la misma ruta de ascensión opinan que tanto ellos como los españoles descendieron sin haber coronado la montaña:

Diría que desde donde me encontraba y hasta la cima principal faltaban entre 50 y 70 metros horizontales y un máximo de 10 metros verticales [de desnivel]. Pensé que llevaría otra hora alcanzar ese punto y regresar. Ahora pienso que debería haberlo ascendido a pesar de que era tarde. Hubiera sido posible pero hubiéramos regresado de noche.

Decidí no hacerlo y comenzamos el descenso. Creo que yo comencé primero, aunque no me acuerdo bien. En cualquier caso durante la mayor parte del descenso fuimos junto a los españoles. Considero que no hicimos cima y mi plan es regresar allí en cuanto tenga posibilidad. Creo que tanto nosotros (como los españoles) no llegamos a la cima principal”.

El escalador finlandés, quien no reclamó la cima para sí, tiene dudas razonables sobre el éxito en la ascensión de los españoles, pero en ningún momento lo niega, ya que como comenta en su blog no tiene elementos de juicio para hacerlo

While writing this (on June 24th 2013) there has been dispute referring some climbers claims whether they reached summit or not? Samuli’s conclusion is that he got to a point that was above the elevation of central summit (which could be seen from the route). He estimated that the main-summit would have been 50-70 horizontal meters and only a couple vertical meters further over a knife-edge ridge. It is, however, very difficult to estimate the exact distance due to darkness and altitude. As Samuli is uncertain about his location he is not claiming summit.

El mismo Pauner no manifestó el éxito de la ascensión hasta el descenso, tras la comprobación a través de las imágenes últimas tomadas con vídeo, fotografías de la cumbre de la otra vertiente, y con las declaraciones de otros alpinistas que habían estado anteriormente en esa cima, como Alex Txikon, colaborador habitual de "Al Filo de lo Imposible". Él mismo en su cuenta de Twitter no confirmó el éxito de la ascensión hasta un día después de su llegada al campo base, para desdecirse instantes después:

Vista la cima en pleno día no lo tenemos claro, estamos ilusionados, orgullosos del esfuerzo, pero corroboraremos en el campo base.

Las dudas que el propio escalador plantea de manera honesta en sus declaraciones del 13, 17 y 19 de mayo de mayo de 2012:

En la oscuridad de la noche no supimos si era el punto más alto u otro muy cercano. No me importa.

Llegamos hasta lo que a todas luces nos pareció la cumbre, el punto más alto, punto que se puede comprobar en el vídeo. Una vez allí ya no tuvimos elementos de comparación con los alrededores, aunque los altímetros marcaban pasados sobradamente los 8.000 m. Ojalá hubiéramos llegado de día, hubiésemos podido sacar fotos y compartirlas con todos vosotros, pero no fue así. Nos queda la sensación de cumbre, de haber llegado a lo más alto, pero hemos de ser honestos y reconocer que si hubiera habido algún punto de más altura cercano, en la oscuridad de la noche tampoco hubiésemos sido capaces de vislumbrarlo”. Y añadía que “estamos orgulllosos de haber llegado a lo más alto, pero también de ser honestos y manifestar la duda razonable intrínseca a las circunstancias acontecidas.

[...] para mí el Shisha es historia. Tengo la duda de si lo que hicimos es medio metro más bajo. Lo más importante es lo mucho que hemos trabajado. El Shisha está hecho y no tengo intención de volver.

Se ven disipadas por Pauner tras su conversación telefónica con Alex Txikon y el visionado de los vídeos de la ascensión, tal y como se recoge en el artículo de Barrabes.com

NR: Por nuestra parte, queremos añadir que Alex Txikon, estando el pasado martes de visita en las oficinas de Barrabes, tras ver en el video de Pauner el punto hacia el que se dirigían -y que alcanzaron-, y hablar con él por el teléfono satélite, nos comentó que cree muy probable que sí hicieran cima.

Alex Txikon ha pisado por dos veces la cumbre principal del Shisha Pangma, así que la conoce perfectamente: en mayo de 2010 la alcanzó junto a Edurne Pasabán subiendo por esta misma ruta; en 2007 la consiguió escalando la vía británica de la cara suroeste.

Llegados a este punto, según los altímetros al límite de los 8.000 m de altura, nuestro compañero Juanito Oiarzabal se sintió mal. Tenía síntomas de un edema pulmonar y lo tratamos con medicación apropiada para ello. Su estado no era preocupante, pero él decidió parar y restablecerse durante un rato en ese lugar. El resto del grupo, a la vista de la cumbre, continuamos hasta ese punto, ya avanzando en la oscuridad de la noche. Tras recorrer esos 100m de diferencia, volvimos al lugar donde esperaba nuestro compañero y comenzamos las maniobras de descenso hasta el campo 3.

## Ochomiles coronados por orden cronológico

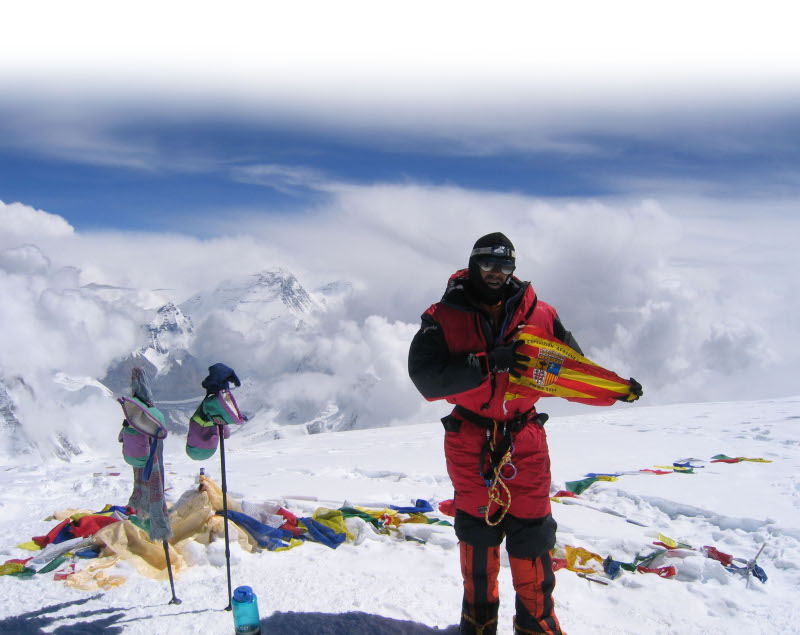
Ascensión al Cho Oyu (2004)

- K2, 8.611 m - 2001
- Makalu, 8.463 m - 2002
- Kangchenjunga, 8.586 m - 2003
- Gasherbrum I, 8.068 m - 2004
- Cho Oyu, 8.201 m - 2004
- Nanga Parbat, 8.125 m - 2005
- Broad Peak, 8.047 m - 2007
- Dhaulagiri, 8.167 m – 2008
- Annapurna, 8.091 m – 2010
- Manaslu, 8.163 m – 2010
- Lhotse, 8.516 m - 2011
- Gasherbrum II, 8.035 m - 2011
- Shisha Pangma, 8.027 m - 2012
- Everest, 8848 m - 2013[29]

## Reconocimientos y distinciones
El 4 de octubre de 2003, fue el encargado de dar el pregón en la fiestas del Pilar de Zaragoza.

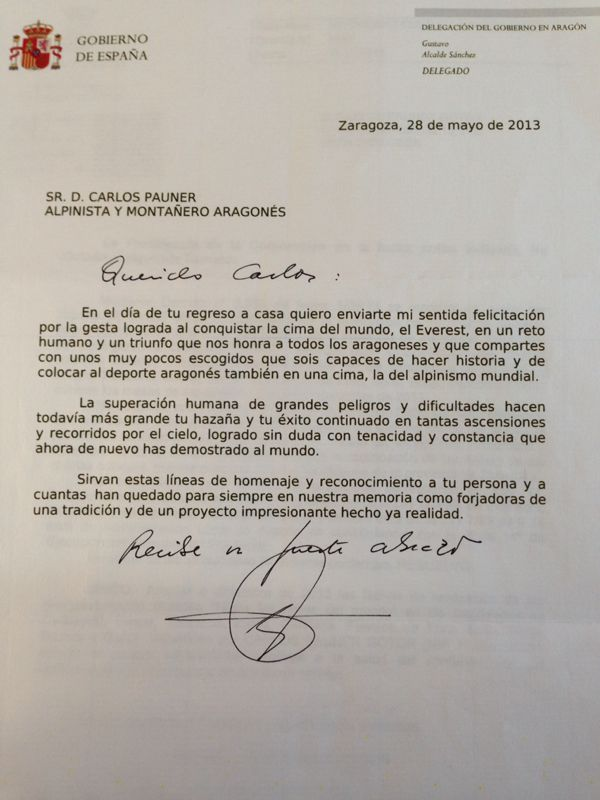
Felicitación del Delegado del Gobierno en Aragón, el 28 de mayo de 2013, tras coronar el Everest el 22 de mayo

Entre otros, sus últimos reconocimientos en 2013:
- Premio Valores a la Trayectoria profesional (Heraldo de Aragón)
- Premio al Deportista Aragonés del año (Periódico de Aragón)
- Homenaje a la trayectoria deportiva (APDZ, Asociación de la Prensa Deportiva de Zaragoza)
- Premio a la trayectoria deportiva (Federación Aragonesa de Montaña)
- Trofeo Rabadá Navarro a la trayectoria Deportiva (Montañeros de Aragón)[31]